# Organización territorial de la República de China
El territorio de la República de China, que se fundó en la China continental en 1912, se ha restringido a la isla de Taiwán y a varias islas más pequeñas desde 1949. Este territorio se llama oficialmente Área Libre (自由地區) o Área de Taiwán (臺灣地區).
Las divisiones administrativas del área de Taiwán consiste en provincias y municipios especiales. Las provincias están "simplificadas" y ya no son funcionales. Sin embargo, cada provincia está subdividida en ciudades y condados. Hay 6 municipios especiales (Kaohsiung, Nuevo Taipéi, Taichung, Tainan, Taipéi y Taoyuan), 3 ciudades a nivel de condado (Chiayi, Hsinchu y Keelung) y 13 condados.
La parte de facto del territorio reclamado administrado por la República Popular China se conoce oficialmente como el área continental (大陸地區). Mongolia, reconocida internacionalmente como un estado soberano, también se consideró parte del área continental hasta 2002.
Tanto la constitución de la República Popular China como la de la República de China, el régimen que ejerce la soberanía real en el territorio, consideran el territorio de la isla de Taiwán, las islas Pescadores, Kinmen, Matsu, Pratas y Taiping como una provincia de China.
En la propia isla de Taiwán, el hecho de que desde 1949 el territorio bajo soberanía de la República de China coincida casi en su totalidad con el de la Provincia de Taiwán ha provocado una situación paradójica de duplicidad burocrática, al solaparse las administraciones provincial y nacional. Esta situación ha llevado en los últimos años a una progresiva eliminación de las instituciones provinciales. Además, las ciudades de Taipéi y Kaohsiung son en la actualidad independientes del gobierno provincial de Taiwán, encontrándose bajo administración directa del gobierno central.
La República Popular China, aunque reivindica este territorio como provincia propia, nunca ha ejercido la soberanía política sobre el mismo.

## Divisiones administrativas

Mapa que muestra el área libre de la República de China (en púrpura) y los territorios que reclama el gobierno de la República de China.

Actualmente hay tres tipos de división, existiendo en total 22 divisiones administrativas están directamente gobernadas por el gobierno central (Yuan Ejecutivo), quien regula estas entidades mediante la Ley de Gobierno Local. Según dicha Ley, un lugar con una población de más de 1,25 millones de habitantes puede convertirse en un municipio especial, y un lugar con una población de entre 0,5 y 1,25 millones de habitantes puede convertirse en una ciudad. Los condados con más de 2 millones de habitantes pueden otorgar algunos privilegios adicionales en la autonomía local que se diseñó para los municipios especiales.
|  | Nombre             | Chino  | Pinyin    | Pe̍h-ōe-jī    | Cantidad |
|  | ------------------ | ------ | --------- | ------------ | -------- |
|  | Municipio especial | 直轄市 | zhíxiáshì | ti̍t-hat-chhī | 6        |
|  | Ciudad provincial  | 市     | shì       | chhī         | 3        |
|  | Condado            | 縣     | xiàn      | koān         | 13       |

### Jerarquía
El territorio está organizado en torno a los siguientes organismos gubernamentales autónomos de primer nivel:
- el municipio especial (chino tradicional: 直轄市; pinyin: zhíxiáshì), compuesto por:
  - distritos (chino tradicional: 區; pinyin: qū)
  - distritos indígenas de montaña (chino tradicional: 原住民 區; pinyin: yuánzhùmínqū)
- el condado (chino tradicional: 縣; pinyin: xiàn), compuesto por:
  - municipio rural (chino tradicional: 鄉; pinyin: xiāng)
  - municipio urbano (chino tradicional: 鎮; pinyin: zhèn)
  - municipio indígena de montaña (chino tradicional: 山地 鄉; pinyin: shāndexiāng)
  - ciudad administrada por el condado (chino tradicional: 縣 轄市; pinyin: xiànxiáshì)
- la ciudad provincial (chino tradicional: 省 轄市; pinyin: shěngxiáshì), compuesta por:
  - distritos (chino tradicional: 區; pinyin: qū)

El distrito, el municipio y la ciudad-condado están formados por aldeas urbanas (chino tradicional: 里; pinyin: lǐ) y aldeas rurales (chino tradicional: 村; pinyin: cūn), compuestos por barrios (chino tradicional: 鄰; pinyin: lín).
La provincia (chino tradicional: 省; pinyin: shěng, inglés: provincia), que agrupa a los condados y ciudades provinciales, solo existe desde 1999 como una división administrativa y ya no está representada por un organismo gubernamental específico. Desde el 1 de julio de 2018, las últimas responsabilidades administrativas de la provincia fueron transferidas.

### Provincias
Desde 1950, el área realmente controlada por el gobierno de la República de China solo incluye la provincia de Taiwán y una pequeña parte de la provincia de Fujian. Las regiones metropolitanas más importantes se separaron de la provincia de Taiwán entre 1976 y 2014 y están bajo jurisdicción directa del gobierno central. La provincia de Taiwán ahora comprende aproximadamente el 70% de la isla, el archipiélago de las Pescadores en el estrecho de Formosa y otras islas más pequeñas. Su sede administrativa se encuentra en Zhongxing, en el centro del condado de Nantou en Taiwán. La parte de la provincia de Fujian controlada por la República de China incluye algunas islas frente a la costa de China continental, particularmente Kinmen (Quemoy) y Matsu. La administración provincial se encuentra en Jincheng en Kinmen.
En el curso de una reforma administrativa en 1998, las administraciones provinciales perdieron una gran parte de sus competencias. Desde entonces, el nivel provincial ha desempeñado un papel subordinado en la estructura administrativa de la República de China. Los gobernadores de las provincias de Taiwán y Fujian han sido miembros del Yuan Ejecutivo (es decir, miembros del gabinete) desde 1999, y las provincias dejaron de existir como organismos autónomos. En 2018, las administraciones provinciales y la sede administrativa fueron abolidas oficialmente.

### Municipios especiales
Las regiones que tienen al menos 1,25 millones de habitantes y que tienen las circunstancias políticas, culturales y económicas correspondientes se pueden elevar a ciudades que son directamente controladas por el gobierno (también llamadas "municipios especiales" o "municipio bajo jurisdicción central"). Así como las ciudades independientes no pertenecen a ningún distrito, pero tienen el mismo rango en la jerarquía administrativa que estos, las ciudades soberanas están fuera de las provincias y tienen el mismo rango que estas. Las mismas reglas también se aplican a los condados que tienen al menos 2 millones de habitantes. Desde 2014, una buena parte del territorio del país pertenece a ciudades directamente subordinadas al gobierno central, que en conjunto tienen cerca de dos tercios de la población. El área administrativa de las ciudades bajo jurisdicción central también incluye el área circundante, incluidos los distritos rurales. Administrativamente, las ciudades bajo jurisdicción central se dividen en distritos (區, Qū). Algunos distritos de ciudades, la mayoría de los cuales están poblados por miembros de los pueblos indígenas de Taiwán, han tenido un estatus especial de autogobierno como "Distritos aborígenes de las montañas" desde la enmienda a la Ley de Gobierno Local el 29 de enero de 2014 (直轄市山地原住民區). Hasta ahora hay seis distritos indígenas en ciudades subordinadas al gobierno.
Cada ciudad está encabezada por un alcalde elegido directamente por cuatro años.

### Condados y ciudades provinciales
Las unidades administrativas más importantes fuera de las ciudades directamente subordinadas al gobierno son los condados (縣, Xiàn), encabezados por un consejo de distrito elegido directamente por cuatro años, y las ciudades provinciales independientes, cuyos alcaldes también son elegidos directamente por cuatro años. El antiguo nombre ciudad provincial (省轄市, Shěngxiáshì) generalmente ya no se usa después de la pérdida de importancia de la provincia como nivel administrativo, sino que simplemente se habla de ciudad (市, Shì). La provincia de Taiwán tiene once condados y tres ciudades independientes. El archipiélago de las Pescadores forma el distrito de Penghu, los diez condados restantes y todas las ciudades independientes se encuentran en la isla de Taiwán. Los archipiélagos Kinmen y Matsu forman cada uno un distrito perteneciente a la provincia de Fujian.
La actual República de China se divide en un total de nueve ciudades y 13 condados.

### Ciudades-condado y pueblos

División administrativa a nivel de municipios y distritos municipales (2016).

Los condados se dividen en municipios y ciudades-condado. Si bien no hay ciudades en China continental (ni bajo el gobierno de la República de China ni hoy bajo la República Popular China), los municipios de Taiwán con más de 100 000 residentes (antes del 17 de junio de 2015: más de 150 000 residentes) generalmente reciben el estatus de ciudad o gran ciudad (市, Shì). Además, las capitales de todos los condados de la provincia de Taiwán, pero no las de la provincia de Fujian, han actualizado su estatus al de ciudades. En total, hay 14 ciudades-condado en la República de China (縣 轄市, Xiànxiáshì), las 13 ciudades-condado de la provincia de Taiwán y Puzi como sede parlamentaria del condado de Chiayi.
Además, hay dos tipos de comunidades, que se llaman poblados (鎮, Zhèn, municipio urbano) y villas (鄉, Xiāng, municipio rural). Las "comunidades urbanas" Zhen (también conocidos como municipios grandes) generalmente se caracterizan por una población más alta y un mayor grado de urbanización que las "comunidades rurales" Xiang.
Las ciudades especiales y provinciales se dividen en distritos (區, Qū), que a su vez se subdividen en aldeas urbanas (里, Lǐ). Las ciudades-condado, como las comunidades Zhen, se dividen directamente en aldeas urbanas (里, Lǐ). Las comunidades Xiang se dividen en aldeas rurales (村, Cūn).
El nivel administrativo más bajo por debajo de los distritos, poblados y aldeas son los barrios residenciales (鄰, Lín).

## Lista de entidades
| Romanización                   | Sinograma                      | Tongyong pinyin                | Hanyu pinyin                   | Wade-Giles                     | Área (km²)                     | Población                      | Mapa                           |
| Ciudades-municipios especiales | Ciudades-municipios especiales | Ciudades-municipios especiales | Ciudades-municipios especiales | Ciudades-municipios especiales | Ciudades-municipios especiales | Ciudades-municipios especiales | Ciudades-municipios especiales |
| ------------------------------ | ------------------------------ | ------------------------------ | ------------------------------ | ------------------------------ | ------------------------------ | ------------------------------ | ------------------------------ |
| Kaohsiung                      | 高雄市                         | Gaosyóng                       | Gāoxióng                       | Kao1-hsiung2                   | 2.947,6                        | 2.778.574                      |                                |
| Nuevo Taipéi                   | 新北市                         | Sinběi                         | Xīnběi                         | Hsin1-pei3                     | 2.052,6                        | 3.971.660                      |                                |
| Taichung                       | 臺中市                         | Táijhong                       | Táizhōng                       | T'ai2-chung1                   | 2.214,9                        | 2.747.561                      |                                |
| Tainan                         | 臺南市                         | Táinán                         | Táinán                         | T'ai2-nan2                     | 2.191,7                        | 1.885.453                      |                                |
| Taipéi                         | 臺北市                         | Táiběi                         | Táiběi                         | T'ai2-pei3                     | 271,8                          | 2.704.410                      |                                |
| Taoyuan                        | 桃園市                         | Táoyuán                        | Táoyuán                        | T'ao2-yüan2                    | 1.221,0                        | 2.111.148                      |                                |
| Ciudades provinciales          |                                |                                |                                |                                |                                |                                |                                |
| Chiayi                         | 嘉義市                         | Jiayì                          | Jiāyì                          | Chia1-i4                       | 60,0                           | 270.297                        |                                |
| Hsinchu                        | 新竹市                         | Sinjhú                         | Xīnzhú                         | Hsin1-chu2                     | 104,2                          | 434.279                        |                                |
| Keelung                        | 基隆市                         | Jilóng                         | Jīlóng                         | Chi1-lung2                     | 132,8                          | 371.914                        |                                |

| Romanización       | Sinograma | Tongyong pinyin | Hanyu pinyin | Wade-Giles    | Capital  | Área (km²) | Población | Mapa     |
| Condados           | Condados  | Condados        | Condados     | Condados      | Condados | Condados   | Condados  | Condados |
| ------------------ | --------- | --------------- | ------------ | ------------- | -------- | ---------- | --------- | -------- |
| Changhua           | 彰化縣    | Jhanghuà        | Zhānghuà     | Chang1-hua4   | Changhua | 1.074,4    | 1.289.209 |          |
| Chiayi             | 嘉義縣    | Jiayì           | Jiāyì        | Chia1-i4      | Taibao   | 1.903,6    | 519.045   |          |
| Hsinchu            | 新竹縣    | Sinjhú          | Xīnzhú       | Hsin1-chu2    | Zhubei   | 1.427,5    | 542.821   |          |
| Hualien            | 花蓮縣    | Hualián         | Huālián      | Hua1-lien2    | Hualien  | 4.628,6    | 331.801   |          |
| Kinmen             | 金門縣    | Jinmén          | Jīnmén       | Chin1-men2    | Jincheng | 151,7      | 132.960   |          |
| Lienchiang (Matsu) | 連江縣    | Liánjiang       | Liánjiāng    | Lien2-chiang1 | Nangan   | 29,6       | 13.074    |          |
| Miaoli             | 苗栗縣    | Miáolì          | Miáolì       | Miao2-li4     | Miaoli   | 1.820,3    | 563.084   |          |
| Nantou             | 南投縣    | Nántóu          | Nántóu       | Nan2-t’ou2    | Nantou   | 4.106,4    | 508.586   |          |
| Penghu             | 澎湖縣    | Pénghú          | Pénghú       | P'eng2-hu2    | Magong   | 126,9      | 102.336   |          |
| Pingtung           | 屏東縣    | Píngdong        | Píngdōng     | P'ing2-tung1  | Pingtung | 2.775,6    | 840.408   |          |
| Taitung            | 臺東縣    | Táidong         | Táidōng      | T'ai2-tung1   | Taitung  | 3.515,3    | 222.118   |          |
| Yilan              | 宜蘭縣    | Yílán           | Yílán        | I2-lan2       | Yilan    | 2.143,6    | 457.995   |          |
| Yunlin             | 雲林縣    | Yúnlín          | Yúnlín       | Yün2-lin2     | Douliu   | 1.290,8    | 698.753   |          |

Entidades por localización geográfica
- Seis municipios especiales:
  - Taipéi
  - Kaohsiung (también administra las islas Pratas y la isla Taiping, en el mar de la China meridional)
  - Nuevo Taipéi
  - Taoyuan
  - Taichung
  - Tainan

- Provincia de Taiwán; que comprende la isla de Taiwán (excepto las municipalidades), más el condado de Penghu (islas Pescadores) y otras islas cercanas:
  - Once condados
    - Changhua
    - Chiayi
    - Hsinchu
    - Hualien
    - Miaoli
    - Nantou
    - Penghu
    - Pingtung
    - Taitung
    - Yilan
    - Yunlin

  - Tres ciudades provinciales
    - Chiayi
    - Hsinchu
    - Keelung

- Provincia de Fujian; que comprende varias islas en las costas de China continental:
  - Condado de Kinmen
  - Condado de Lienchang (Matsu)